# Янош Флеш
Янош Флеш (угор. Flesch János; нар. 30 вересня 1933, Будапешт - 9 грудня 1983, Вітстабл) – угорський шахіст і автор шахових книг, гросмейстер від 1980 року.

## Шахова кар'єра
У середині 1960-х років належав до чільної когорти угорських шахістів. 1964 року в складі національної команди взяв участь у шаховій олімпіаді в Тель-Авіві, а наступного року – в командному чемпіонаті Європи в Гамбурзі, на якій завоював дві бронзові медалі (у командному заліку, а також в особистому заліку на 9-й шахівниці). Між 1958 і 1975 роками неодноразово брав участь у чемпіонатах Угорщини, найкращі результати показавши у таких роках 1963 (5-те місце), 1964 (4-те місце), 1965 (5-те місце) і 1966 (5-те місце).
Неодноразово брав участь у міжнародних турнірах, досягнувши успіхів, зокрема, у таких містах:
- Реджо-Емілія (1963/64, поділив 1-місце разом з Рудольфом Тешнером, Гедеоном Барцою і Ерньо Геребеном),
- Бевервейк (1964, турнір Hoogovens–B, посів 2-ге місце позаду Гайнца Леманна),
- Сомбатгей (1966, Меморіал Лайоша Асталоша, посів 3-тє місце позаду Вольфганга Ульманна і Давида Бронштейна),
- Варна (1968, посів 2-ге місце позаду Юрія захарова),
- Біль (1973, відкритий турнір, поділив 1-ше місце разом з Міланом Вукічем),
- Дортмунді (1976, посів 2-ге місце позаду Олега Романишина),
- Осло (1976, поділив 1-місце разом з Любеном Спасовим).
- Монтре (1977, II-III.м.),
- Печ (1980, 1-3-тє місця),
- Алес (1981, 1-3-тє місця).

Був одним зі спеціалістів у грі "наосліп" (не дивлячись на дошку). 1960 року встановив у Будапешті світовий рекорд, одночасно граючи сеанс проти 52 супротивників, всі партії граючи в пам'яті. Був також автором декількох книг.
Останній турнір в кар'єрі провів наприкінці 1983 року в Рамсґейті. Загинув в автокатастрофі 9 грудня того року в місті Вітстабл (на шляху з Рамсгейта до Лондона). В аварії важкі травми отримала також його дружина, яка померла через кілька годин у лікарні, в Кентербері.
1963 року ФІДЕ присудила йому звання міжнародного майстра, а в 1980 році – почесне звання гросмейстера, за результати, досягнуті в минулому.
Найвищий рейтинг Ело в кар'єрі мав станом на 1 липня 1981 року, досягнувши 2460 очок ділив то 11-12-те місце серед угорських шахістів. За даними ретроспективної рейтингової системи Chessmetrics, максимальної позначки досяг у квітні 1967 року (2566 очок, 95-те місце у світі).

## Вибрані публікації
- Ezustermes sakkolimpia, Budapeszt 1973
- A sakkvilag tronusaert, Budapeszt 1974–1977
- Sakkvilagbajnoksag, Manila & Biel 1976, Budapeszt 1979
- Das Mittelspiel im Schach, Stuttgart 1980, ISBN 3-440-04692-3
- The Morra gambit, Londyn 1981, ISBN 0-7134-2188-6
- Schach im Turnier: Das Mittelspiel, Stuttgart 1981, ISBN 3-440-05005-X
- Schachtaktik für jedermann, Stuttgart 1982, ISBN 3-440-05025-4
- Halboffene Spiele für jedermann, Stuttgart 1984, ISBN 3-440-05290-7